# رودرسدورف (آلمان)
رودرسدورف (به آلمانی: Rudersdorf) یک شهر در آلمان است که در زومردا واقع شده‌است. رودرسدورف ۳۹۰ نفر جمعیت دارد.